# Cimetière de Parigné-l'Évêque
Pour les articles homonymes, voir Église Saint-Denis.
Le cimetière de Parigné-l'Évêque est un cimetière catholique situé à Parigné-l'Évêque, en France. 

## Localisation
Le cimetière est situé dans le département français de la Sarthe, dans le bourg de Parigné-l'Évêque.

## Protection et architecture
La lanterne des morts et la chapelle sont inscrites au titre des monuments historiques depuis le 20 janvier 1926, le cimetière et les plantations entourant la lanterne des morts et la chapelle depuis le 12 décembre 1946.

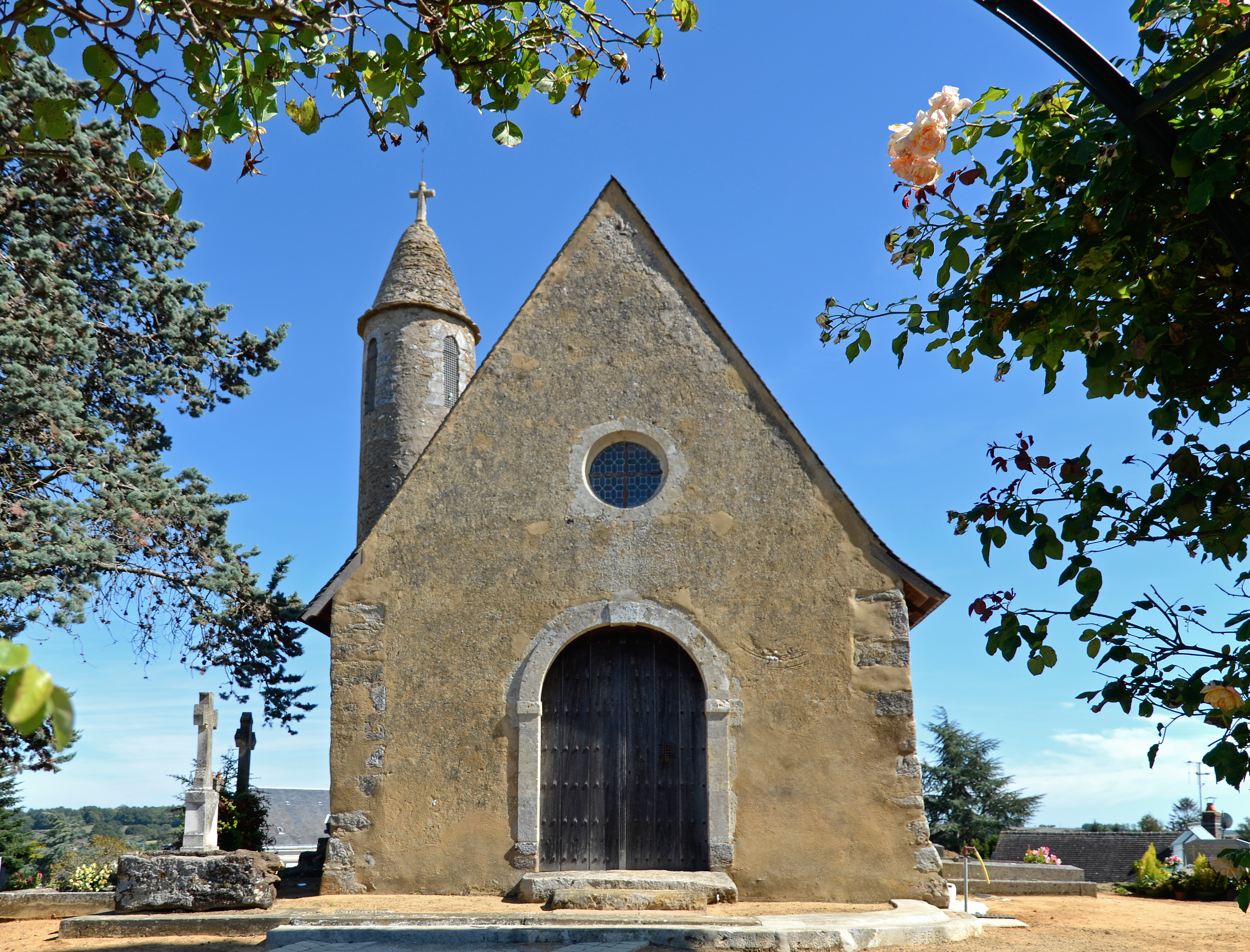
La chapelle et la lanterne des morts.
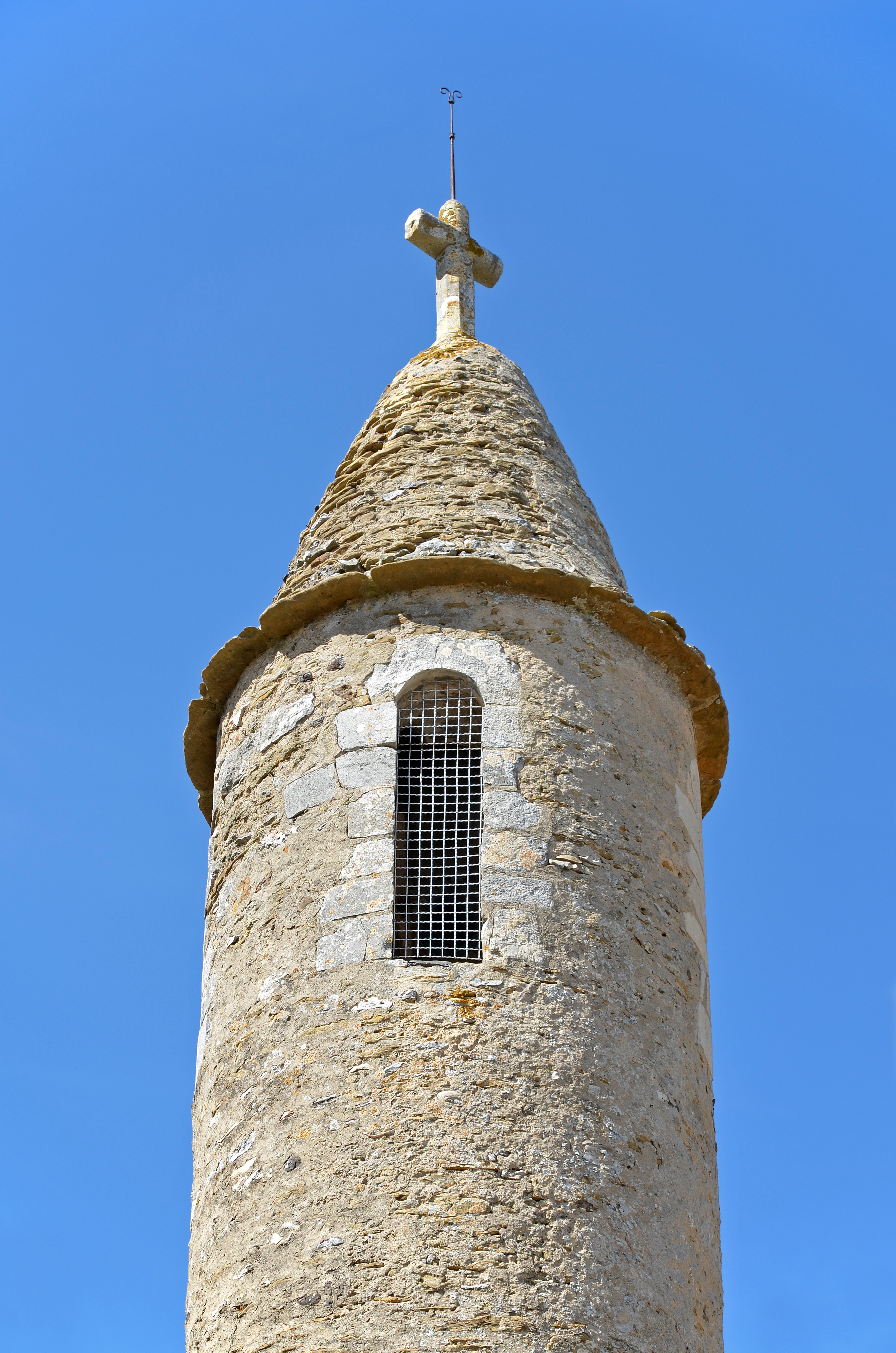
La lanterne des morts.
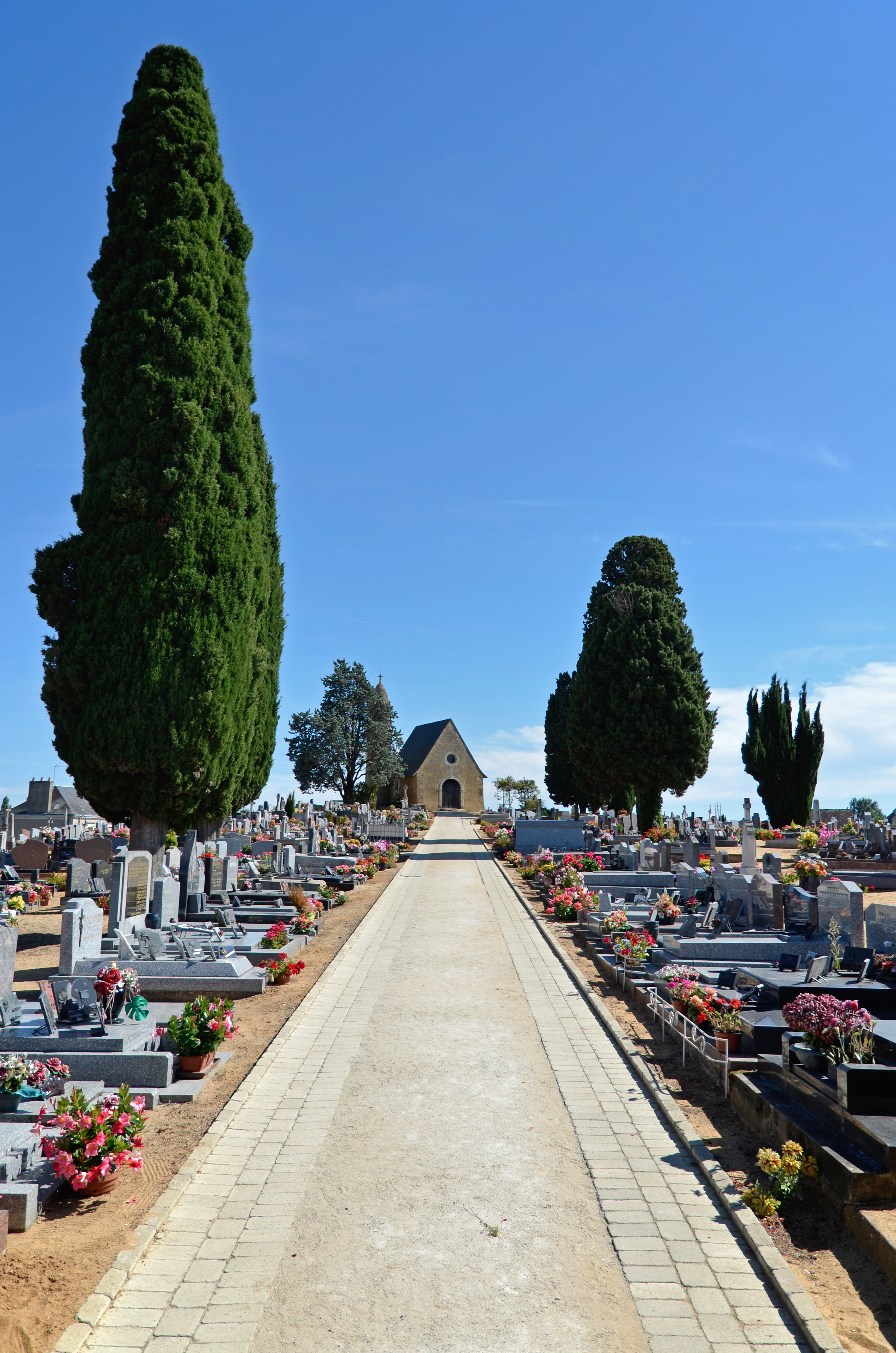
L'allée centrale.